# Babanango
Babanango est une petite ville située à environ 58 kilomètres au nord-ouest de Melmoth dans la province du KwaZulu-Natal en Afrique du Sud. Fondée en 1904, la ville tire son nom du ruisseau et de la montagne à proximité.

## Histoire
eMakhosini, situé dans la vallée de Mkhumbane sur les rives d’un affluent de la rivière White Umfolozi près de la ville de Babanango, est le site de l’un des grands kraals royaux du roi zoulou Dingane kaSenzangakhona, Umgungundlovu, où Piet Retief et ses Voortrekkers furent massacrés en 1838. Le nom "Mgungundlovu" signifie "la place de l’éléphant", et le nom eMakhosini signifie "la place des chefs". Babanango faisait à l’origine partie d’une concession de terres faite aux agriculteurs européens en 1885 par le roi Dinizulu pour les récompenser de leur soutien après la mort de son père l’année précédente.